# 最萌身高差
《最萌身高差》（英語：Min & Max），是一部于2016年上映的中国大陸电影。由高以翔、阿喜、王水林、秦晓飞、李元元、王楚柔、范湉湉、九孔、马国毕领衔主演。，2016年11月25日于中国大陆上映、台灣於2017年6月16日上映。

## 演员阵容

### 主要演员
| 演员姓名 | 角色名称   | 介绍                               |
| 高以翔   | 張瀟       | 身高196公分的摄影系研究生          |
| 王水林   | 夏汐泠     | 綽號夏Min，身高156公分的心理系学霸 |
| 秦晓飞   | 林尋       | 张潇的死党，出名的技术宅男和色男   |
| 李元元   | 黑妹       | 夏汐泠的閨蜜                       |
| 王楚柔   | 蔣依凡     | 夏汐泠的閨蜜                       |
| 阿喜     | 莉莉       |                                    |
| 范湉湉   | 光明頂     | 心理学老师                         |
| 九孔     | 咖啡廳老闆 |                                    |
| 马国毕   | 賓利車主   |                                    |
| 簡浩     | 麥克       |                                    |
| 鄒之遙   | 兔子妹妹   |                                    |

## 拍攝場景

### 台灣
- 國立中興大學
- 國立臺灣體育運動大學
- 劍湖山
- 小人國
- 臺中創意文化園區
- 臺中大坑清新橋